# Riserva indigena

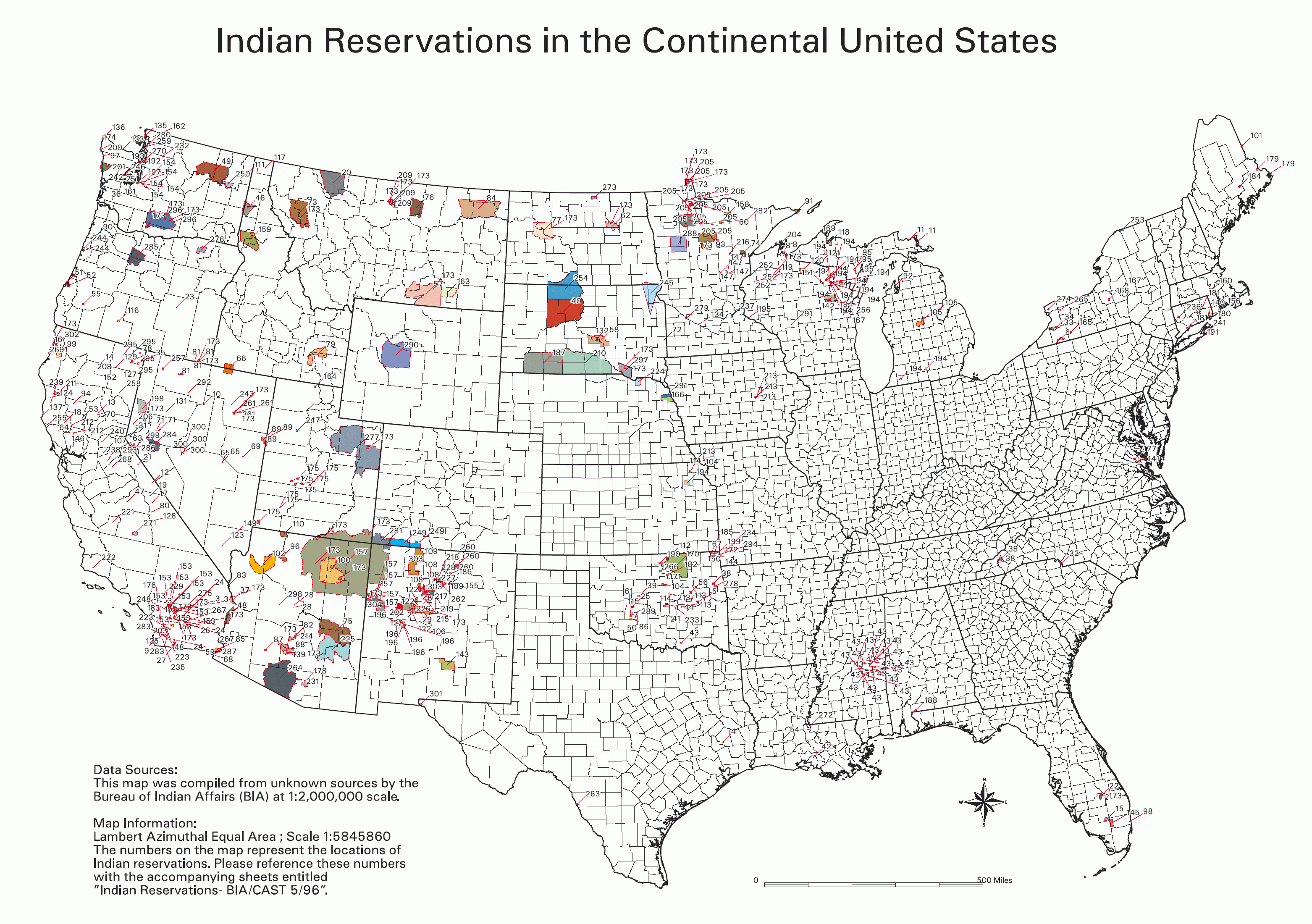
Riserve indiane negli Stati Uniti

Le riserve indigene sono aree di territorio destinate (dalle amministrazioni coloniali, prima, e nazionali poi) all'occupazione da parte di popolazioni native.
Il fenomeno è particolarmente frequente in America, dove sono state istituite le riserve indiane, in seguito al reinsediamento dei nativi americani. La denominazione ufficiale (in inglese) è Indian reservation negli Stati Uniti e Indian reserve in Canada.